# Marian Kamiński (1912–1994)
Marian Kamiński ps. „Jur”, „Ster”, „Żaglowiec” (ur. 24 maja 1912 w Warszawie, zm. 6 marca 1994 w Los Angeles) – kapitan piechoty Wojska Polskiego, w powstaniu warszawskim dowódca Zgrupowania „Żaglowiec” na Żoliborzu, a następnie 21 pułku piechoty „Dzieci Warszawy” AK.

## Życiorys
Syn Antoniego i Bronisławy z domu Pniewskiej. W 1930 ukończył Państwową Szkołę Techniczno-Kolejową. Od września 1931 do sierpnia 1933 w Szkole Podchorążych Piechoty w Ostrowi Mazowieckiej. Od 15 sierpnia 1933 podporucznik piechoty służby stałej, przydzielony do 21 pułku piechoty „Dzieci Warszawy”. Od 19 marca 1937 awansowany na porucznika piechoty służby stałej.
W wojnie obronnej 1939 uczestniczył udział jako dowódca kompanii przeciwpancernej 21 pułku piechoty. Brał udział w obronie Modlina i Warszawy. Po zakończeniu działań wojennych nie poszedł do niewoli i przebywał na terenie Warszawy. Od października 1939 w konspiracji. Od lutego 1940 był zastępcą komendanta 1 Rejonu w Obwodzie ZWZ/AK Żoliborz. W listopadzie 1942 awansowany do stopnia kapitana, objął dowództwo rejonu, którym dowodził do wybuchu powstania warszawskiego. Podczas powstania dowodził Zgrupowaniem „Żaglowiec”, a następnie został dowódcą 21 pułku piechoty „Dzieci Warszawy” AK.
Po kapitulacji powstania w niewoli niemieckiej. Przebywał w obozach: Altengrabow Stalag XI A, Sandbostel Oflag X A. Znalazł się w grupie 29 oficerów (m.in. płk. Karola Ziemskiego „Wachnowskiego” i płk Mieczysława Niedzielskiego „Żywiciela”) oskarżonych o zamiar opanowania obozu. Przekazany Gestapo, został osadzony w obozie koncentracyjnym Neuengamme.
Po zakończeniu wojny w maju 1945 pozostał na emigracji. Wyjechał do Wielkiej Brytanii, gdzie pracował jako robotnik, w końcu lat czterdziestych wyemigrował do Stanów Zjednoczonych, gdzie zamieszkał na stałe.
Dwukrotnie odznaczony Krzyżem Srebrnym Orderu Virtuti Militari. Pierwszy raz za udział w wojnie obronnej 1939, po raz drugi na mocy rozkazu płk. Mieczysława Niedzielskiego „Żywiciela” z dnia 1 października 1944 (numer krzyża 11784), oraz Krzyżem Walecznych.